# Motzstrasse

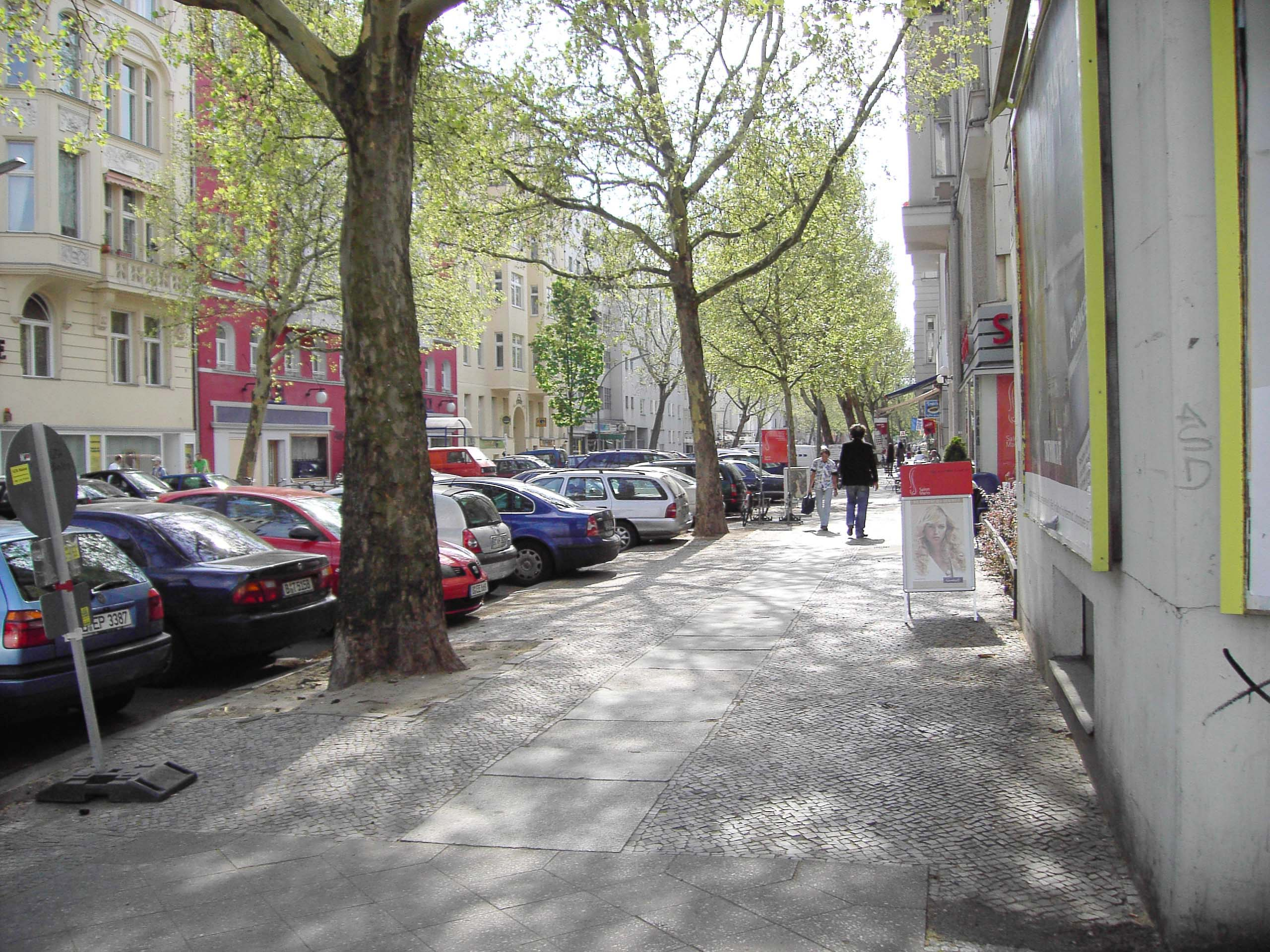
Motzstrasse

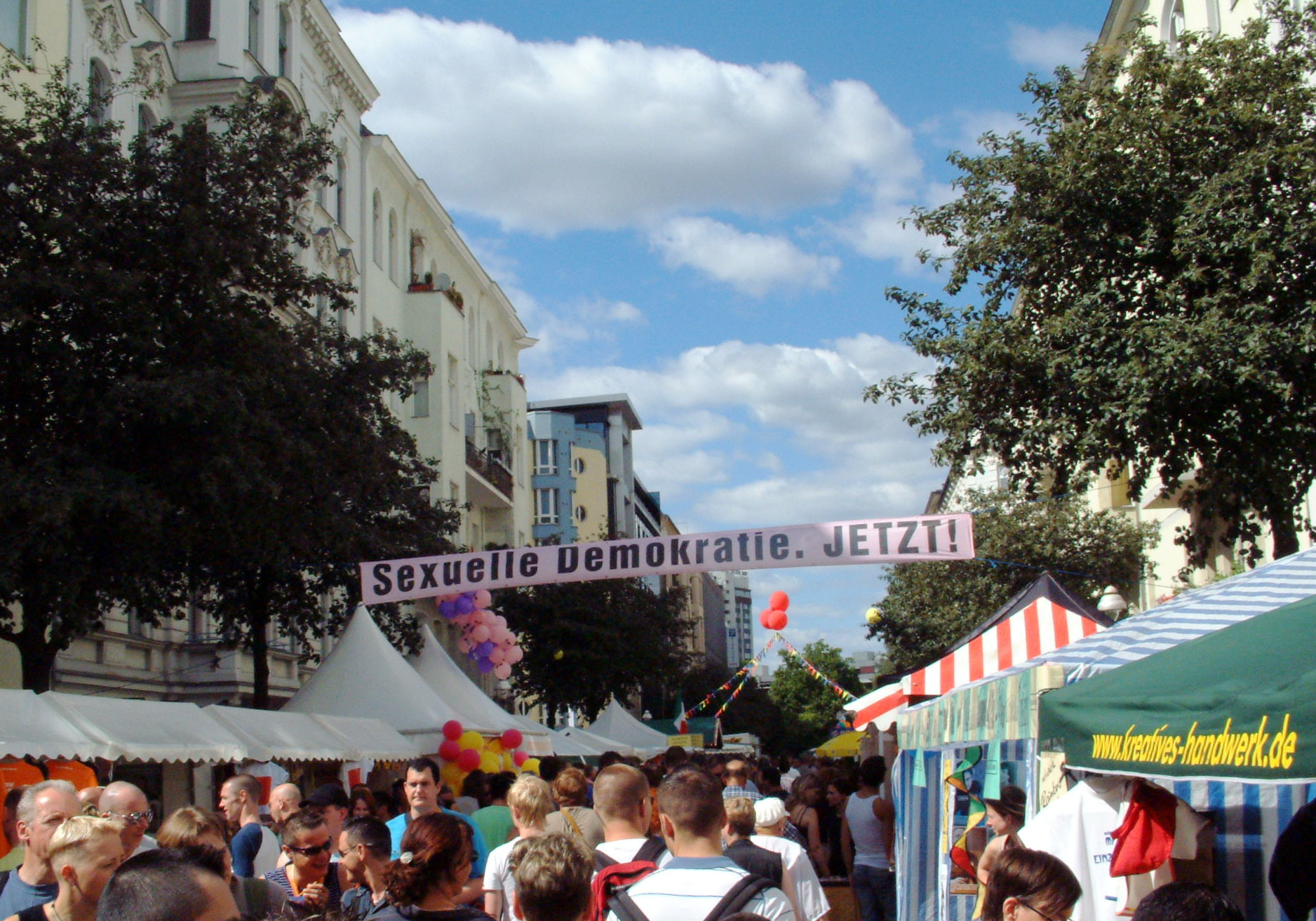
Lesbisch-schwules Stadtfest

Motzstraße är en gata i Schöneberg, Berlin som går från Nollendorfplatz via Viktoria-Luise-Platz till Prager Platz. Namnet kommer från Adolf von Motz, en preussisk finansminsiter. Gatan byggdes runt år 1870.
En bit av gatan mellan Nollendorfplatz och Martin-Luther-Strasse utgör centrum för Berlins största gaydistrikt och längs gatan hålls varje år Lesbisch-schwules Stadtfest Berlin under Berlin Pride. På gatan samt i området finns mängder med barer, klubbar, butiker och caféer för homosexuella bl.a. flera kända fetischbutiker samt läderbarer. Under påsken hålls evenemanget Easter Fetish Week längs gatan.
Redan under 1920-talet utgjorde området kring Motzstrasse ett centrum för homosexuella med flera barer och klubbar för homosexuella och transpersoner bl.a. den kända klubben Eldorado som författaren Christopher Isherwood har använt som förebild i flera av sina böcker. Eldoradohuset övertogs av SA hösten 1932 och rymmer idag en ekologisk butik och en självservering.
Området kring Viktoria-Luise-Platz har flera byggnader med gammaldags arkitektur.